# Gitter-gekoppelte Interferometrie
Die Gitter-gekoppelte Interferometrie (englisch grating-coupled interferometry) ist eine biophysikalische Charakterisierungsmethode, die hauptsächlich in der Biochemie und Wirkstoffforschung zur markierungsfreien Analyse molekularer Wechselwirkungen verwendet wird. Ähnlich wie andere optische Verfahren wie die Oberflächenplasmonenresonanzspektroskopie oder die Bio-Layer-Interferometrie basiert sie auf der Messung von Brechungsindexänderungen innerhalb eines evaneszenten Feldes in der Nähe einer Sensoroberfläche. Nach der Immobilisierung eines Targets auf der Sensoroberfläche verursachen Analytmoleküle in Lösung, die an dieses Target binden, eine geringe Erhöhung des lokalen Brechungsindex. Durch das Überwachen dieser refraktiven Veränderungen über die Zeit können Eigenschaften wie kinetische Geschwindigkeiten und Affinitätskonstanten der Analyt-Target-Bindung oder Analytkonzentrationen bestimmt werden.

## Erklärung

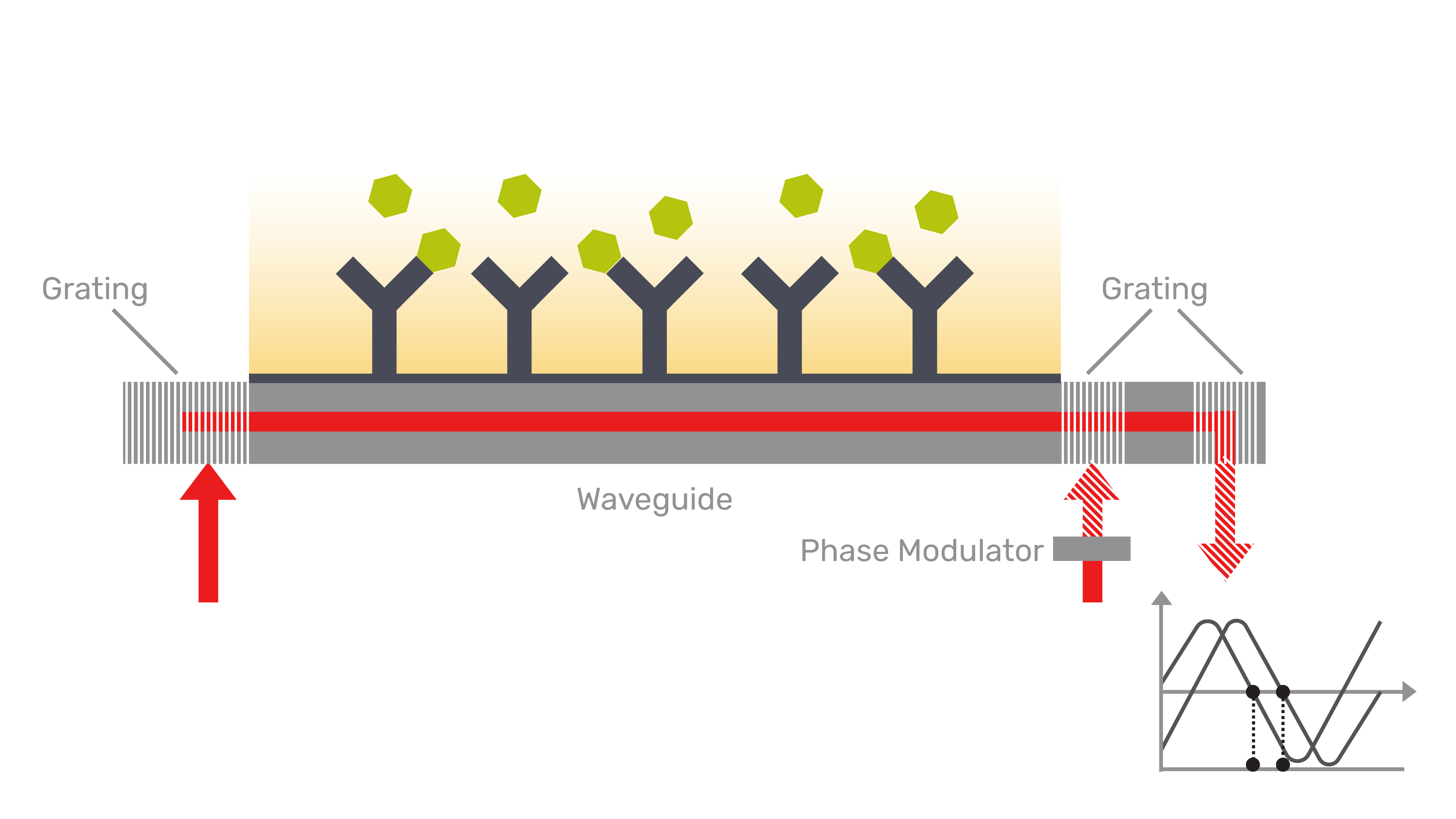
Gitter-gekoppelte Interferometrie

Die Gitter-gekoppelte Interferometrie basiert auf der phasenschiebenden Lichtleiter Interferometrie. Das Licht des Messarms des Interferometers wird durch ein erstes Gitter in einen Monomode-Wellenleiter eingekoppelt und erfährt eine Phasenänderung, bis es ein zweites Gitter erreicht, abhängig vom lokalen Brechungsindex innerhalb des evaneszenten Felds (siehe Abbildung). Das zweite Gitter wird zum Einkoppeln von Licht des Referenzarms des Interferometers verwendet, und Interferenz, die durch die Überlagerung der Abtast- und Referenzwellen erzeugt wird, nachdem das zweite Gitter die Phasenänderungen in eine Intensitätsmodulation übersetzt. Durch schnelle Phasenmodulation eines der Arme mit einem Flüssigkristallelement und dank der langen Wechselwirkungslänge mit der Probe können selbst bei Erfassungsraten über 10 Hz extrem hohe Empfindlichkeiten in Bezug auf den Oberflächenbrechungsindex erreicht werden. Da die Interferenz auf einem Chip und nicht durch Freiraumausbreitung erzeugt wird, wird eine hohe Robustheit gegenüber Umgebungsstörungen wie Vibrationen oder Temperaturänderungen erreicht.